# Không giới hạn - Sasuke Việt Nam (mùa 5)
Không giới hạn - Sasuke Việt Nam 2019 là mùa thứ năm và cũng là mùa cuối cùng của Không giới hạn - Sasuke Việt Nam, trò chơi truyền hình về vận động do Đài Truyền hình Việt Nam thực hiện. Thành Trung tiếp tục nắm giữ vai trò dẫn dắt chương trình và bình luận viên năm thứ tư liên tiếp, trong khi Hoàng Yến Chibi đảm nhiệm việc dẫn dắt chương trình và phỏng vấn thí sinh. Mùa thứ năm được phát sóng trên VTV3 lúc 20:30 thứ hai hàng tuần từ ngày 22 tháng 7 đến ngày 2 tháng 12 năm 2019.
Không có ai chiến thắng ở mùa này.

## Vòng loại
Vòng loại cho mùa thứ 5 đã được tiến hành tại 4 tỉnh, thành phố:
- Hà Nội: ngày 9 - 10 tháng 3 tại phố đi bộ Hồ Gươm (trước cửa Nhà hát múa rối nước Thăng Long - Đinh Tiên Hoàng);
- Đà Nẵng: ngày 16 - 17 tháng 3 tại Công viên Biển Đông;
- Pleiku (Gia Lai): ngày 23 - 24 tháng 3 tại Quảng trường Đại Đoàn Kết;
- Hồ Chí Minh: ngày 23 - 24 tháng 4 tại phố đi bộ Nguyễn Huệ.

Vòng loại đã thu hút khoảng 1.000 thí sinh tham gia, với 126 thí sinh được lọt vào vòng chung kết. Toàn bộ quá trình vòng loại đã được ghi hình và phát sóng ở tập mở màn của mùa mới.

## Vòng chung kết
Kể từ tập 4, 126 thí sinh sẽ bắt đầu tranh tài một trong hai chuỗi thử thách 1A hoặc 1B. Các phần thi tại Stage 1A và 1B được phát sóng xen kẽ theo tuần. 
Lưu ý: Trong các bảng dưới đây, chỉ có những thí sinh đã hoàn thành các Stage được liệt kê, trong đó in đậm chỉ ra thí sinh xuất sắc nhất của tập.

### Stage 1A - Tường cong chờ đợi
- Thời gian giới hạn: 180 giây (không áp dụng đối với thí sinh nữ)
- Các thử thách:

1. Nhảy bốn bước (Step Slider)
2. Chiếc nón diệu kỳ (Roulette Row)
3. Cầu quay (Spinning Log)
4. Người nhện nhảy (Jumping Spider)
5. Tường cong (Double Warped Wall)

- Thí sinh xuất sắc nhất mỗi tập sẽ nhận được phần thưởng trị giá 4 triệu đồng.

| Tập | Tên thí sinh       | SBD | Thời gian còn lại |
| --- | ------------------ | --- | ----------------- |
| 4   | Trần Ngọc Khánh    | 670 | 01:56.82          |
| 4   | Nguyễn Doãn Thọ    | 155 | 01:41.56          |
| 4   | Nguyễn Đình Mạnh   | 550 | 01:22.02          |
| 4   | Võ Văn Quang Vinh  | 430 | 01:17.14          |
| 6   | Nguyễn Minh Tuấn   | 151 | 02:02.02          |
| 6   | Nguyễn Phước Huynh | 539 | 01:52.02          |
| 6   | Ben Polson         | 802 | 01:51.70          |
| 6   | Olivia Vivian      | 901 | 00:18.15          |
| 8   | Wang Jung An       | 823 | 01:46.06          |
| 8   | Man Liao           | 804 | 00:57.14          |
| 8   | Le Vi Hua          | 822 | 00:32.64          |
| 8   | Nguyễn Thanh Phong | 558 | 00:22.64          |
| 8   | Trần Minh Khương   | 592 | 00:16.51          |
| 10  | Mike Needham       | 826 | 02:06.44          |
| 10  | Đỗ Văn Quang       | 130 | 01:53.72          |
| 10  | Deren Perez        | 825 | 01:53.10          |
| 10  | David Martin       | 820 | 00:46.20          |
| 10  | Đinh Quang Vinh    | 187 | 00:38.60          |
| 12  | Fred Dorrington    | 824 | 01:14.42          |
| 12  | Hoàng Sỹ Tiến      | 540 | 00:21.49          |
| 12  | Jackie Wong        | 829 | 00:09.09          |

### Stage 1B - Con đường của tiều phu
- Thời gian giới hạn: 180 giây (không áp dụng đối với thí sinh nữ)
- Các thử thách:

1. Nhảy bốn bước (Step Slider)
2. Chiếc nón diệu kỳ (Roulette Row)
3. Cầu nhím (Hedgehog)
4. Hãy chọn dây đúng (Rope Jungle)
5. Tarzan đu dây (Tarzan Rope)
6. Tiều phu về đích (Lumberjack Climb)

- Thí sinh xuất sắc nhất mỗi tập sẽ nhận được phần thưởng trị giá 4 triệu đồng.

| Tập | Tên thí sinh         | SBD | Thời gian còn lại |
| --- | -------------------- | --- | ----------------- |
| 5   | Hồ Sỹ Thông          | 955 | 01:39.23          |
| 5   | Derek Wayne Miyamoto | 819 | 01:31.25          |
| 5   | Jamie Rahn           | 806 | 01:25.36          |
| 5   | Bùi Xuân Nguyên      | 426 | 01:14.35          |
| 5   | Ngô Văn Thi          | 152 | 01:08.22          |
| 7   | Bin Fang             | 808 | 01:42.02          |
| 7   | Nguyễn Xuân Tứ       | 082 | 01:31.18          |
| 7   | Trần Văn Anh         | 413 | 01:18.53          |
| 7   | Greg Schwartz        | 810 | 00:51.56          |
| 7   | David Ferralord      | 809 | 00:43.41          |
| 9   | Perry Oosterlee      | 811 | 01:36.99          |
| 9   | Henry Ferrarin       | 813 | 00:59.09          |
| 9   | Vũ Trí Mạnh          | 154 | 00:45.50          |
| 9   | Beth Lodge           | 904 | Không tính giờ    |
| 11  | Alvin Tan CK         | 815 | 01:38.77          |
| 11  | David Campbell       | 828 | 01:38.46          |
| 11  | Simon Winge          | 814 | 01:33.89          |
| 11  | Võ Lê Trung Hậu      | 691 | 00:48.22          |
| 11  | Nguyễn Chí Hùng      | 120 | 00:38.08          |
| 13  | Jon Alexis Jr.       | 816 | 01:58.84          |
| 13  | Đào Đình Mạnh        | 956 | 01:32.57          |
| 13  | Nguyễn Huy Hạnh      | 146 | 01:25.97          |
| 13  | Hiroshi Miyamoto     | 817 | 01:03.41          |
| 13  | Dave Ravi            | 818 | 00:40.86          |

### Stage 2 - Vượt biển
- Thời gian giới hạn: 180 giây (không áp dụng đối với thí sinh nữ)
- Các thử thách:

1. Cú trượt gian nan (Cross Slider)
2. Ôm trụ (Tick Tock)
3. Thang cá hồi (Salmon Ladder)
4. Đu dây (Rope Swing)
5. Ván treo (Floating Boards)
6. Trượt vòng (Circle Slider)
7. Thang lưới (Rope Ladder)

- Thí sinh xuất sắc nhất mỗi tập sẽ nhận được phần thưởng trị giá 8 triệu đồng

| Tập              | Tên thí sinh     | Thời gian còn lại |
| ---------------- | ---------------- | ----------------- |
| 14 (21 tháng 10) | Nguyễn Xuân Tứ   | 00:44.80          |
| 14 (21 tháng 10) | Wang Jung An     | 00:27.07          |
| 14 (21 tháng 10) | Trần Minh Khương | 00:08.39          |
| 15 (28 tháng 10) | David Campbell   | 00:55.29          |
| 15 (28 tháng 10) | Lê Vi Hứa        | 00:26.68          |
| 15 (28 tháng 10) | Perry Oosterlee  | 00:16.06          |
| 16 (4 tháng 11)  | Đỗ Văn Quang     | 01:25.43          |
| 16 (4 tháng 11)  | Ben Polson       | 00:40.86          |
| 16 (4 tháng 11)  | Derkek Miyamoto  | 00:25.36          |
| 17 (11 tháng 11) | Mike Needham     | 01:05.50          |
| 18 (18 tháng 11) | Simon Winge      | 01:06.82          |
| 18 (18 tháng 11) | Nguyễn Minh Tuấn | 01:01.32          |
| 18 (18 tháng 11) | Fred Dorrington  | 00:49.23          |
| 18 (18 tháng 11) | Hồ Sỹ Thông      | 00:35.29          |
| 18 (18 tháng 11) | Olivia Vivian    | Không tính giờ    |

### Stage 3 - Nấc thang thiên đường
- Không giới hạn thời gian.
- Các thử thách:

1. Đường zigzag (Pole Maze)
2. Đu xà qua sông (Swing Ladder)
3. Trượt ống (Pipe Slider)
4. Vách nghiêng (Pole Grasper + Hang Climbing)
5. Cú nhảy của nhện (Spider Flip)
6. Treo người trên vách kép (Crazy Cliffhanger)
7. Xà bay (Flying Bar)

Không có thí sinh nào vượt qua được chuỗi thử thách này. Thí sinh đi xa nhất là Trần Minh Khương, người đã thất bại ở "Cú nhảy của nhện" do phạm quy.

### Stage 4 - Tháp Midoriyama
- Thời gian giới hạn: 30 giây.
- Các thử thách (tổng chiều dài 24m):
  1. Tường nhện (Spider Climb) (7m)
  2. Leo dây (Tsuna Nobori) (17m)

Không ai góp mặt tại chuỗi thử thách này.

## Special Giao hữu quốc tế "All-stars"
Special Giao hữu quốc tế "All-stars" là phần thi đấu đặc biệt của Không giới hạn - Sasuke Việt Nam giữa các thí sinh Việt Nam và quốc tế, được tổ chức ngay sau đêm Gala kỷ niệm 5 năm của chương trình. Bốn đội tham gia loạt đấu giao hữu bao gồm:
- Chiến binh Rừng xanh (Đội Việt Nam 1): Đào Đình Mạnh, Vũ Trí Mạnh, Lê Văn Tú, Nguyễn Xuân Tứ.
- Chiến binh Lửa thần (Đội Việt Nam 2): Nguyễn Doãn Thọ, Trần Ngọc Khánh, Trần Minh Khương, Đỗ Văn Quang.
- Chiến binh Trời xanh (Đội Quốc tế 1): Simon Winge, Mike Needham, Chumin Yang, Jamie Rahn.
- Chiến binh Mặt Trời (Đội Quốc tế 2): David Campbell, Perry Oosterlee, Lê Vi Hứa, Ben Polson.[3]

Các đội thi đấu loại với nhau; sau mỗi vòng, đội có thành tích thấp nhất sẽ bị loại. Stage 1A, Stage 3 và Stage 4 được sử dụng để thi đấu giao hữu (Stage 1B và Stage 2 không được sử dụng). Cuộc đấu của các đội được phát sóng trong hai tập 2 và 3 của mùa 5 (29 tháng 7 và 5 tháng 8 năm 2019).

### Stage 1A
Trước khi thi đấu, các đội lựa chọn thứ tự thành viên tham gia thi đấu (1, 2, 3, 4) bằng hình thức chọn phong bì. Thành viên của các đội bốc được cùng một số sẽ thi đấu với nhau trong cùng một lượt; người hoàn thành trong thời gian nhanh nhất sẽ mang về cho đội đó 1 điểm.
| Lượt đấu | Đội "Chiến binh Mặt trời" | Thành tích                  | Đội "Chiến binh Trời xanh" | Thành tích                  | Đội "Chiến binh Rừng xanh" | Thành tích                  | Đội "Chiến binh Lửa thần" | Thành tích           |
| -------- | ------------------------- | --------------------------- | -------------------------- | --------------------------- | -------------------------- | --------------------------- | ------------------------- | -------------------- |
| 1        | David Campbell            | 00:57.38                    | Simon Winge                | 01:10.93                    | Đào Đình Mạnh              | 01:02.40                    | Đỗ Văn Quang              | 00:54.35             |
| 2        | Ben Polson                | Bị loại ở "Người nhện nhảy" | Jamie Rahn                 | 00:54.97                    | Lê Văn Tú                  | Bị loại ở "Người nhện nhảy" | Trần Minh Khương          | Bị loại ở "Cầu quay" |
| 3        | Lê Vi Hứa                 | 01:42.19                    | Chunmin Yang               | Bị loại ở "Người nhện nhảy" | Vũ Trí Mạnh                | 01:09.23                    | Nguyễn Doãn Thọ           | 00:53.41             |
| 4        | Perry Oosterlee           | 01:47.69                    | Mike Needham               | 01:09.78                    | Nguyễn Xuân Tứ             | 01:38.91                    | Trần Ngọc Khánh           | 01:33.89             |

- In đậm chỉ ra chiến thắng ở lượt đấu đó.
- Do có 2 đội cùng giành được 2 điểm ở Stage 1A nên tổng thành tích của các đội đã được sử dụng để xét những đội đi tiếp.

| STT | Đội                  | Tổng thành tích | Giành quyền tham dự |
| --- | -------------------- | --------------- | ------------------- |
| 1   | Chiến binh Trời Xanh | 03:15.68        | Stage 3             |
| 2   | Chiến binh Lửa thần  | 03:21.65        | Stage 3             |
| 3   | Chiến binh Rừng xanh | 03:50.54        | Stage 3             |
| 4   | Chiến binh Mặt trời  | 04:27.26        | Bị loại             |

### Stage 3
3 đội vượt qua Stage 1A thi đấu theo hình thức "tiếp sức": sau mỗi 2 hoặc 3 thử thách, thành viên đã hoàn thành phần thử thách của mình sẽ chuyển cho thành viên khác thực hiện các thử thách tiếp theo, và cứ như vậy cho đến khi về đích. Giữa các thử thách có 10 giây để nghỉ ngơi. Nếu một thành viên rơi xuống nước, thành viên kế tiếp phải quay lại vị trí của thành viên cũ để thực hiện các thử thách của người đó và của bản thân. Nếu tất cả các đội không hoàn thành Stage 3, chương trình sẽ dựa trên các tiêu chí sau để xếp hạng: quãng đường đi được (thử thách đến được xa nhất), thời gian (ngắn nhất). Mỗi đội được cử 3 thành viên tham gia vòng này.
| Đội                  | Thành viên      | STAGE 3      | STAGE 3        | STAGE 3        | STAGE 3        | STAGE 3          | STAGE 3                  | STAGE 3        | Thành tích               |
| Đội                  | Thành viên      | Đường zigzag | Đu xà qua sông | Trượt ống      | Vách nghiêng   | Cú nhảy của nhện | Treo người trên vách kép | Xà bay         | Thành tích               |
| -------------------- | --------------- | ------------ | -------------- | -------------- | -------------- | ---------------- | ------------------------ | -------------- | ------------------------ |
| Chiến binh Trời xanh | Chunmin Yang    | Vượt qua     | Vượt qua       | Không vượt qua | Không vượt qua | Không vượt qua   | Không vượt qua           | Không vượt qua | Cú nhảy của nhện         |
| Chiến binh Trời xanh | Mike Needham    | Vượt qua     | Vượt qua       | Không vượt qua | Không vượt qua | Không vượt qua   | Không vượt qua           | Không vượt qua | Cú nhảy của nhện         |
| Chiến binh Trời xanh | Jamie Rahn      | Vượt qua     | Vượt qua       | Vượt qua       | Vượt qua       | Không vượt qua   | Không vượt qua           | Không vượt qua | Cú nhảy của nhện         |
| Chiến binh Lửa thần  | Trần Ngọc Khánh | Vượt qua     | Vượt qua       | Không vượt qua | Không vượt qua | Không vượt qua   | Không vượt qua           | Không vượt qua | Hoàn thành               |
| Chiến binh Lửa thần  | Nguyễn Doãn Thọ | Vượt qua     | Vượt qua       | Vượt qua       | Vượt qua       | Vượt qua         |                          |                | Hoàn thành               |
| Chiến binh Lửa thần  | Đỗ Văn Quang    |              |                |                |                |                  | Vượt qua                 | Vượt qua       | Hoàn thành               |
| Chiến binh Rừng xanh | Vũ Trí Mạnh     | Vượt qua     | Vượt qua       | Không vượt qua | Không vượt qua | Không vượt qua   | Không vượt qua           | Không vượt qua | Treo người trên vách kép |
| Chiến binh Rừng xanh | Nguyễn Xuân Tứ  | Vượt qua     | Vượt qua       | Vượt qua       | Không vượt qua | Không vượt qua   | Không vượt qua           | Không vượt qua | Treo người trên vách kép |
| Chiến binh Rừng xanh | Lê Văn Tú       |              |                |                | Vượt qua       | Vượt qua         | Không vượt qua           | Không vượt qua | Treo người trên vách kép |

- In đậm là hai đội vào vòng cuối cùng.
- Thứ tự trên bảng là thứ tự thi của các thành viên trong đội.

### Stage 4
Các đội phải leo lên 7m ván gỗ và 17m dây thừng để đến đỉnh tháp Midoriyama trong 30 giây.
| TT | Thành viên       | Đội                  | Thành tích |
| -- | ---------------- | -------------------- | ---------- |
| 1  | Trần Minh Khương | Chiến binh Lửa thần  | 00:27.38   |
| 2  | Đào Đình Mạnh    | Chiến binh Rừng xanh | 00:28.22   |

Đội Chiến binh Lửa thần thắng trong loạt đấu giao hữu và nhận 30 triệu đồng. Đội Chiến binh Rừng xanh về nhì và nhận 10 triệu đồng. Hai đội còn lại nhận 5 triệu đồng mỗi đội.

## Các phần thi khác
Bên cạnh các thí sinh chính thức, một số phần thi khác đã được tiến hành với những người chơi là khách mời bình luận trong chương trình hoặc được đặc cách tham dự vòng chung kết thông qua các cuộc thi bên lề được tổ chức trên fanpage chính thức của chương trình. Nguyễn Văn Đức là thí sinh đã được đặc cách vượt qua vòng loại với việc đạt giải nhất cuộc thi "Get fit with family".
| STT | Người chơi     | Tham gia | Thành tích                     | Chú thích                                              |
| --- | -------------- | -------- | ------------------------------ | ------------------------------------------------------ |
| 1   | Nguyễn Văn Đức | Stage 1A | Bị loại ở "Tường cong" (số 2)  | Giải nhất cuộc thi "Get fit with family'' trên fanpage |
| 2   | Vân Trang      | Stage 1A | Bị loại ở "Chiếc nón diệu kỳ'' | Khách mời bình luận                                    |